# Saint-Tite
Saint-Tite es una ciudad de la provincia de Quebec, Canadá. Está ubicada en el municipio regional de condado de Mékinac y a su vez, en la región administrativa de Mauricie. Forma parte de las circunscripciones electorales de Laviolette a nivel provincial y de Saint-Maurice-Champlain a nivel federal. La economía de esta ciudad de Batiscanie se basa en la industria forestal y la agricultura. Con muchas pequeñas empresas, Saint-Tite ha desarrollado su historia con la producción de artículos de cuero y tiendas de esos mismos productos. Saint-Tite se convirtió en capital de la región, especialmente por la administración de la escuela, la educación secundaria, la salud y los servicios sociales.

## Festival Western
La ciudad de Saint-Tite es especialmente conocida por el Festival Western de Saint-Tite, que tiene una duración de 10 días en septiembre de cada año. El Festival Western de Saint-Tite fue desarrollado a partir de un rodeo que se inició en 1967 para promover la industria del cuero. Con 600 000 visitantes, el Festival Western de Saint-Tite es el evento Western más grande del Oriente de Canadá. Este festival de estilo Eastern, bajo el epíteto Western, tiene una reputación internacional.
Desde 1999, el Rodeo del Festival Western de Saint-Tite es galardonado como el "Mejor rodeo al aire libre en América del Norte". El festival cuenta con una variedad de actividades que se desarrollan al ritmo de jinetes, "música country" y ambiente Western: competencia, conferencia, desfile, degustación, demostraciones, exposiciones, espectáculos... Los jinetes y mujeres pueden participar en diversas pruebas de habilidad sobre el caballo Monte o toro salvaje (con o sin silla). Pueden participar en las pruebas de velocidad, como el buey socket, o pruebas de habilidad, como la carrera entre barriles.
Durante los 10 días del Festival, varios eventos se llevan a cabo en las distintas carpas erigidas en torno a la ciudad de Saint-Tite o los "Desjardins Country Club", un sitio que se parece a un típico pueblo del estilo Western. El festival se caracteriza por un carácter "Country Western". El concurso "Prix Étoiles Galaxie" (Precio estrellas de galaxia) otorgado en el Festival contribuye al desarrollo el talento musical del estilo Western.

## Demografía
Según el censo de Canadá de 2011, había 3880 personas residiendo en esta ciudad con una densidad poblacional de 41,9 hab./km². Los datos del censo mostraron que de las 3826 personas censadas en 2006, en 2011 hubo un aumento poblacional de 54 habitantes (1,4%). El número total de inmuebles particulares era de 2155 con una densidad de 23,29 inmuebles por km². El número total de viviendas particulares que se encontraban ocupadas por residentes habituales fue de 1846.

## Geografía
Un componente de la Batiscanie, Saint-Tite se encuentra 30 km al noreste de Shawinigan. El territorio tiene una superficie de 92,53 km² y comparte sus límites con los municipios de Sainte-Thècle, Grandes-Piles, Hérouxville, Saint-Adelphe y Saint-Séverin.
La ciudad está situada en las tierras bajas junto al río San Lorenzo, promoviendo así la agricultura. El terreno es generalmente plano con algunas colinas y colinas. El noroeste marca el límite con el Laurentians. La altitud en el municipio es de 110 a 309 m. El sótano se compone de gneis de fecha Precámbrico.
La ciudad es atravesada por los rivière des Envies (Río Antojos), un afluente del río Batiscan. El rivière des Envies se eleva en el Lake Traverse de Sainte-Thècle y entra en Saint-Tite en la parte norte del territorio (sector Grand Marais - Gran Pantano). Atraviesa el municipio de la ciudad, y luego se dirigió directamente Saint-Severin (Mekinac).
El Saint-Tite tiene varios lagos para la fiesta, es el más importante del Lago Pierre-Paul, que fluye a la descarga en el río Pierre-Paul (río Piedra Paul). La pista de 14 km describe una gran "Z" casi perfecto. Desde la desembocadura del Lago Pierre-Paul, el río del mismo nombre, abandonó el lugar St-Pierre (Saint-Tite), pasa sucesivamente a través de la Thomas-clasificado del Sur (Sainte-Thècle), el rango de St. St-Emile (Saint-Adelphe), el rango de St-Pierre (Saint-Adelphe) y es un delito menor que cuarta fila Nordeste (Saint-Tite), donde se desvía al norte a fluir en el sonó St-Alphonse (antes del alta en el río Batiscan en el pueblo de Saint-Adelphe.
Otros dos centros importantes en cuanto a las estaciones son "lago Trottier" (la categoría B) y la "perca" (el rango de Ruisseau Le Bourdais). Lake toma Trottier unió a la de la "perca del lago" esta descarga se dirige al norte para desembocar en el río des Envies (rivière des Envies). La cuarta estación es a lo largo del pequeño río Mekinac Norte, ubicada en el rango Mekinac pequeño río al norte, alrededor de 2,8 km de la intersección de la Ruta 153.
En Saint-Tite, durante las inundaciones de primavera y fuertes lluvias, el riesgo de inmersión son altos en 3.4 kilómetros² de terreno. Ambos sectores innondables corresponden a "Rivière des Prairies" (un afluente del Rivière des Envies) y el área del antiguo lago Kapibouska (al suroeste de la ciudad). Las inundaciones afectaron a las tierras agrícolas, tierras ociosas y residenciales ubicaciones.
Saint-Tite se encuentra ubicada en las coordenadas 46°44′00″N 72°34′00″O / 46.73333, -72.56667. Según Statistics Canada, tiene una superficie total de 92,53 km² y es una de las 1135 municipalidades en las que está dividido administrativamente el territorio de la provincia de Quebec.

## Historia
La primera aborigen establecerse permanentemente en habitantes de Saint-Tite fueron los mestizos, Montagnais y Algonquin que vivía en las cercanías del lago Kapibouska. Este cuerpo de agua, situado en el borde sur-occidental de la aldea, fue formado por una protuberancia en los antojos de los ríos causada por grandes represas de castores. Los colonos no indígenas han contribuido a la desaparición del lago por la demolición de estos diques para contrarrestar los efectos adversos de las inundaciones de primavera de la agricultura, el transporte y los edificios circundantes.
Los primeros colonos de Sainte-Geneviève-de-Batiscan, Champlain, Grondines, Neuville y Saint-Augustin-de-Desmaures se estableció en 1833 en el lago y el municipio. Una misión católica, Saint-Just-de-Kapibouska, se estableció en 1851. El municipio de la parroquia de Saint-Tite se constituyó el 11 de julio de 1863 (161 años). La población del municipio progresó hasta llegar 3000 personas en 1900. El 4 de junio de 1910 en Quebec, la ciudad de Saint-Tite se separó de la parroquia. Los dos se fusionaron en 2 de diciembre de 1998 (26 años).

### Heráldica
El escudo de armas de la ciudad fue adoptado en 1954 por el ayuntamiento.

### Economía
Para 1912, la producción de la ciudad, está especializada en la curtido de cuero y fabricación de botas de cuero. Esto le valió el sobrenombre de City y City guante de cuero Quebec.

### Instituciones
Además de una escuela primaria, que se encuentra en Saint-Tite, la secundaria la escuela Paul-le-Jeune, una de las MRC Mekinac. La educación francesa es proporcionada por el Escuela de la Energía y en Inglés por el Consejo Escolar Québec Central.
También encontramos en esta ciudad diferentes servicios regionales, como la sede del MRC, la posición de la Sûreté du Québec, y las oficinas administrativas de centro de salud y de servicios sociales Vallée-de-la Batiscan.

### Gente
- G.A. Boulet ( -1961), un empresario que llevó a la empresa GA Boulet Ltée.
- Julie Boulet, político para el Partido Liberal de Quebec.
- Manon Bédard, cantante (1969- ).
- Gratien Gélinas (1909-1999), dramaturgo y actor.
- Joseph St-Amant, hombre de negocios y maderero.

### NovelaLes filles de Caleb
Saint-Tite es el escenario de una parte importante de la novela Les filles de Caleb, escrita por Arlette Cousture y que tiene como trasfondo la vida del maestro Émilie Bordeleau, que enseñó y vivió con sus hijos en una serie de escuelas.

### Atracciones
Saint-Tite es particularmente conocido por su Festival Western, que se celebra cada año en septiembre desde el 1967. En 2008, el festival atrajo 585 581 visitantes.
La escuela de Émilie Bordeleau, que inspiró la novela de Arlette Cousture Les filles de Caleb, se encuentra en la ciudad de Saint-Tite.